# 연쇄반응
연쇄반응(連鎖反應, 영어: chain reaction)은 한 반응이 일어나면 생성물이나 반응물이 반응이 가지를 쳐서 일어나게 하는 반응이다. 라디칼 반응과 핵 연쇄 반응이 있다. 연쇄 반응에서 양성 피드백이 스스로 증폭하는 연쇄를 일으킨다.
연쇄 반응은 열역학적으로 균일하지 않은 계가 더 높은 엔트로피의 상태에 도달하기 위해서 에너지를 방출하거나 엔트로피를 높이는 방법이다. 예를 들어, 계는 에너지 방출을 가로막는 어떠한 방법에 의해서 방해 받아 더 낮은 에너지 상태에 도달할 수 없을지도 모른다. 만약 반응이 작은 에너지 방출의 결과를 낳는다면 더 많은 에너지 방출을 확장하는 연쇄로 만들 것이고 그렇게 되면 일반적으로 시스템은 폭발적으로 모든 저장된 에너지가 방출될 때까지 붕괴할 것이다. 연쇄 반응이 더 큰 양의 엔트로피와 연관된 형태로 에너지 변형의 결과를 낳기 때문에 열역학 법칙에 따라 반응에서 역은 성립하지 않는다.
연쇄 반응의 거시적인 비유는 눈덩이가 더 큰 눈덩이가 되는 것이다 마침내 눈사태가 일어날 때까지 (snowball effect) 이것은 저장된 중력 퍼텐셜 에너지가 마찰로 인한 방출 방법을 찾기 때문에다. 화학적으로는, 눈사태와 동등한 것은 산불을 일으키는 스파크이다. 핵 물리학에서 하나의 길 잃은 중성자는 원자로의 멜트다운 또는 핵 폭발 같은 즉각적인 치명적인 결과를 낳을 수 있다.

## 화학적인 연쇄 반응
1913년에 독일의 화학자인 Max Bodestein 은 처음으로 화학적 연쇄 반응의 생각을 했다. 만약 두개의 분자가 반응한다면 마지막 반응 생성물의 분자가 생성 될 뿐만 아니라 안정적이지 않은 분자도 생성 될 수 있다. 원래의 분자와 더욱 많은 반응이 처음 반응보다 보다 훨씬 더 일어날 가능성이 높다. 이 새로운 반응에서, 안정한 물질 외에 더욱 많은 불안정한 분자가 생성된다.
1923년에 덴마크와 네덜란드 과학자인 Christian Cristiansen과 Hendrik Anthony Kramers는 , 중합체의 형성에서의 분석에서 그러한 연쇄 반응이 꼭 빛에 의해 전이된 분자로 시작될 필요는 없다고 말했고 기존의 방법인 빠르게 충돌하는 두 개의 분자로도 연쇄 반응이 시작 될 수 있다고도 말했다.
Christiansen과 Kramers는 또한 만약 연쇄 반응의 한 링크에서, 두 개 또는 그 이상의 불안적한 분자가 생성된다면, 연쇄 반응은 더욱 가지를 치며 뻗어나가고 자랄 것이라는 점에 주목했다. 결과는 기하급수적인 성장이다. 이는 반응 비율이 폭발적인 증가하는 결과를 가져다 주게 된다. 그리고 스스로 화학적인 폭발을 하게 된다. 이것이 처음 화학적 폭발의 메카니즘이라고 추정되었다.
화학적 연쇄 반응의 이론은 소비에트 물리학자인 Nikolay Semyonov가 1934년에 제기했다.
다음은 연쇄 반응의 주요 절차이다.
- 시작 (이 단계에서 활동적인 입자인, 주로 자유 라디칼을 생성한다.) (자유 라디칼:한 개 또는 그 이상의 비공유전자를 갖고 독립하여 존재할 수 있는 화학종)
- 확산

여러 기초적인 단계로 구성된다. 예를 들자면, 반응 기초 행동이 있다. 여기서는 활동적인 입자가 반응을 거쳐 다른 활동적인 입자를 생성한다. 이것은 연쇄 반응을 지속시킨다. 다음 기초 스텝에서는 특히 이런 케이스들이 있다.
2.1 연쇄 가지치기
더 많은 새로운 활동적인 입자들이 형성되었을 때의 확산 단계이다.
2.2 연쇄 전이
하나의 활동적인 입자가 활동적이지 않은 입자와 기초적인 반응에 들어갔을 때의 경우이다. 그리하여 이 입자가 또 다른 활동적인 입자가 된다. 또 다른 활동적이지 않은 입자를 형성하면서 제일 첫 활동적인 것으로부터
- 종료

활동적인 입자가 추가적인 연쇄반응을 일으키지 않으면서 활동성을 잃는 기초적인 스텝이다.

### 예시
H2 + Br2 → 2 HBr 이 과정은 다음 메카니즘에 의해 진행된다:
- 시작

Br2 → 2 Br•
각각의 브롬 원자는 자유 라디칼이다. « • » 이 기호는 비공유 전자쌍이다.;
- 확산 (여기에 두 단계의 순환이 있다)

Br• + H2 → HBr + H•
H• + Br2 → HBr + Br•
이 두 단계의 합은 전체적인 반응식과 일치한다. H2 + Br2 → 2 HBr, Br•은 첫 단계에 참여한 촉매이다. ;
- 지연 방해

H• + HBr → H2 + Br•
이 단계는 이 예제에 한정되어 있다.  처음 확산 단계의 역과 일치한다 ;
- 종료

2 Br• → Br2
두 라디칼의 재조합, 이 예제에서 처음 단계의 역과 일치한다.

## 핵 연쇄 반응
핵 연쇄 반응은 중성자가 발견된 직후에 레오 스릴라드에 의해 1933년 처음 제기되었다.
그 이후에, 핵 분열이 1938년 발견되고, 레오 스릴라드는 연쇄 반응에 필요한 특정한 핵 반응으로써 중성자 유도 분열을 사용하는 것의 가능성 깨닫게 되었다. 1939년에 엔리코 페르미와 ,  레오 스릴라드는 이 중성자 증배 반응을 우라늄에서 증명했다. 이 반응에서, 중성자와 핵 분열은 처음 반응에서 소비된 것 보다 더 많은 숫자의 중성자를 만드는 분열을 일으킨다. 이렇게 해서 중성자 유도 핵 분열의 메카니즘에 의해서 실질적인 핵 연쇄 반응이 태어났다.
분명히, 하나 또는 그 이상의 유도된 중성자 스스로가 다른 분열 가능한 핵과 상호작용 한다면 이것은 또한 분열을 겪을 것이고 거시적인 전체적인 분열 반응이 멈추지 않을 가능성이 있다. 이것은 그리하여 자기 전파이고 자기 유지 연쇄 반응이다.　또한 원자 폭탄과 원자로의 원리이다.
자기 유지 핵 연쇄 반응의 증명이 엔리코 페르미와 다른 사람들에 의해 이루어졌고 , 첫 인공적인 원자로가 늦은 1942년에 탄생했다.

## 기체의 전자 눈사태
전자 눈사태는 기체의 두 개의 연결돼지 않은 전극 사이에서  전기장이 특정한 문턱을 넘을 때 일어난다. 랜덤한 기체 원자의 열 충돌은 적은 자유 전자를 만들고 충돌 전리라고 불리는 과정을 통해서 양전하의 가스 이온을 만든다. 강한 전기장에서 이 프리 라디칼의 가속은 에너지를 얻게 해주고 다른 원자와 충돌 할 때 에너지는 새로운 자유 전자나 이온화의 새로운 방출을 일으킨다. 이는 같은 과정을 또 다시 유도한다.
전자 눈사태는 가스 안의 유전체 과정에 필수적이다. 이 과정은 코로나 방전 ,상향 방전, 전기 스파크나 지속적인 전기 아크로 끝이 난다. 그 과정은 큰 스파크로 확장 될 수도 있다. 번개 방전 안에서의 상향 방전은 높은 퍼텐셜 변화도에서 생성되는 전자 눈사태의 형성에 의해 전파된다. 일단 시작되기만 하면 전자 눈사태는 광전자의 생성에 의해서 자외선 방사의 결과로 쉽게 증대된다. 플라즈마의 결과로 생성되는 극히 높은 온도는 주위의 가스 분자를 쪼개고 자유 이온은 새로운 화합물을 형성하기 위해서 합쳐진다.
그 과정은 또한 한 입자의 통과가 큰 전하로 증폭될 수 있기 때문에 방사를 감지하는데 사용할 수 있다. 이것은 방사능 측정기의 메카니즘이고 또한 방전 상자(하전 입자가 튀는 것을 관찰하는 장치)와 다른 전선들이 이온화가 되는 것을 감지하는 전선상자로 시각화가 가능하다.

## 반도체에서의 전자 사태 항복
전자 사태 항복 과정은 반도체에서도 일어날 수 있다. 약간 이온화된 기체와 비슷하게 거기서 전기를 전도한다. 이렇게 되면 반도체들은 열 진동에 의해 떨어져 나온 자유 전자에 의존하게 된다. 그리하여 금속과 다르게, 반도체는 온도가 높아질수록 더 좋은 전도체가 된다. 이것은 조건을 설정한다. 양성 피드백의 같은 타임을. 전하의 흐름으로부터의 열은 온도를 높인다. 그것은 전하 운반자를 증가시키고 저항을 감소시키며 더 많은 전하가 흐르게 한다. 이 현상은 보통 저항이 완벽히 없어질 때까지 또는 기기의 파괴까지 지속 가능하다.(거기에 물리적인 피해가 있나 없나에 따라 파괴 현상은 일시적이거나 영구적일 수도 있다.) 특정한 장치,예를 들어 애벌란시 다이오드같은 것들은 고의적으로 이 효과를 사용하기도 한다.

## 참조
1. ↑  
P. Atkins and J. de Paula Physical Chemistry (8th ed., W.H. Freeman 2006), p.831

## 같이 보기
- 도미노 이론
  - 도미노 효과